# Východný Železný štít
Východní Železný štít je plotnami opancéřovaná hora lichoběžníkového tvaru v hlavním hřebeni Vysokých Tater. Jeho charakteristickou siluetu je dobře vidět z některých částí magistrály v Mengusovské dolině. Přestože nepatří k nejvyšším, impozantní je především jeho severozápadní hrana, horolezecky nejtěžší místo v hlavním hřebeni Tater. Bývá řazen k nejkrásnějším tatranským štítům.
Lze se setkat i s dalším názvem „Východní štít nad Železnou branou“ (I. Dieška).

## Topografie
Od Snežných kop na severozápadě ho odděluje výrazné sedlo Východná Železná brána, dávno známý průchod mezi Zlomiskovou a Kačací dolinou, neznačená. Zlomisková štrbina ho dělí od Popradského Ľadového štítu.

## Několik zajímavých výstupů
- 1904 První výstup[1] Turista Stanislaw Krygowski, vůdce Jan Bachleda Tajber a nosič Franciszek Lešniak, jihovýchodním hřebenem od Zlomiskové štrbiny, II.
- 1911 Prvovýstup Alfréd Grósz a L. Rokfalusy, „Stará cesta“ jihozápadní stěnou, II. Někdy se využívá na obejití těžké hrany při přechodech hlavního hřebene Tater.
- 1935 Prvovýstup jihozápadní stěnou Stanislaw Motyka a K. Mrózek, V.
- 1948 Prvovýstup severozápadní hranou od Východní Železné brány K. Tille a Karel Zlatník, VI A2 (nejtěžší úsek hlavního hřebene, „Tilleho hrana“).
- 1968 Prvovýstup levou částí jihozápadní stěny J. Kývala a J. Zeitler, V + A2 (dnes 6 +).
- 2007 Prvovýstup „Blade Runner“, A. Paszczak, S. Piecuch, VII.

## Galerie

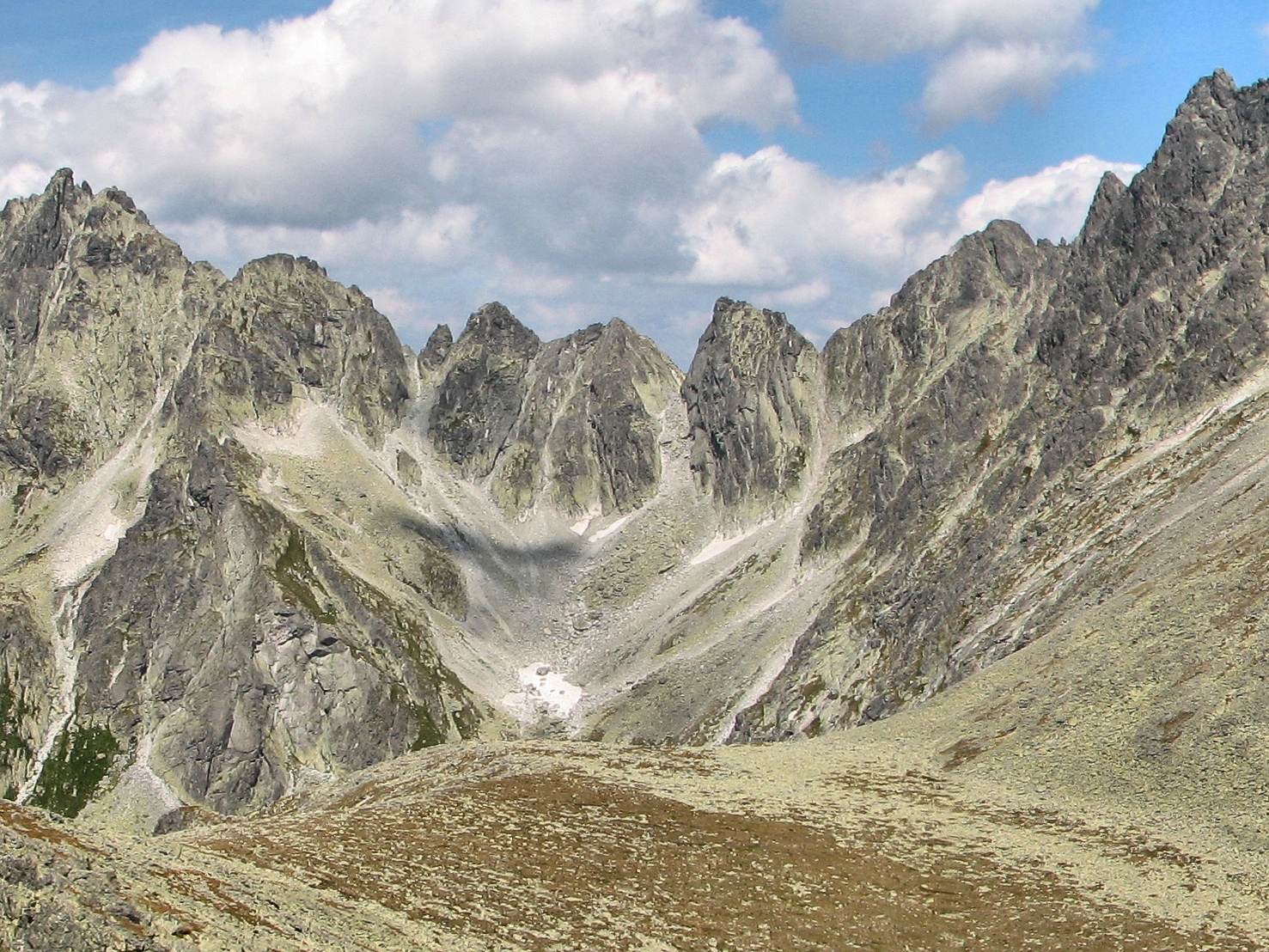
Zleva Zlobivá, Záp. Žel. štít, Malá, Prostredná a Hrubá Snežná kopa, Východná Železná brána, Východný Železný štít, Popradský Ľadový štít a špičatý Drúk.
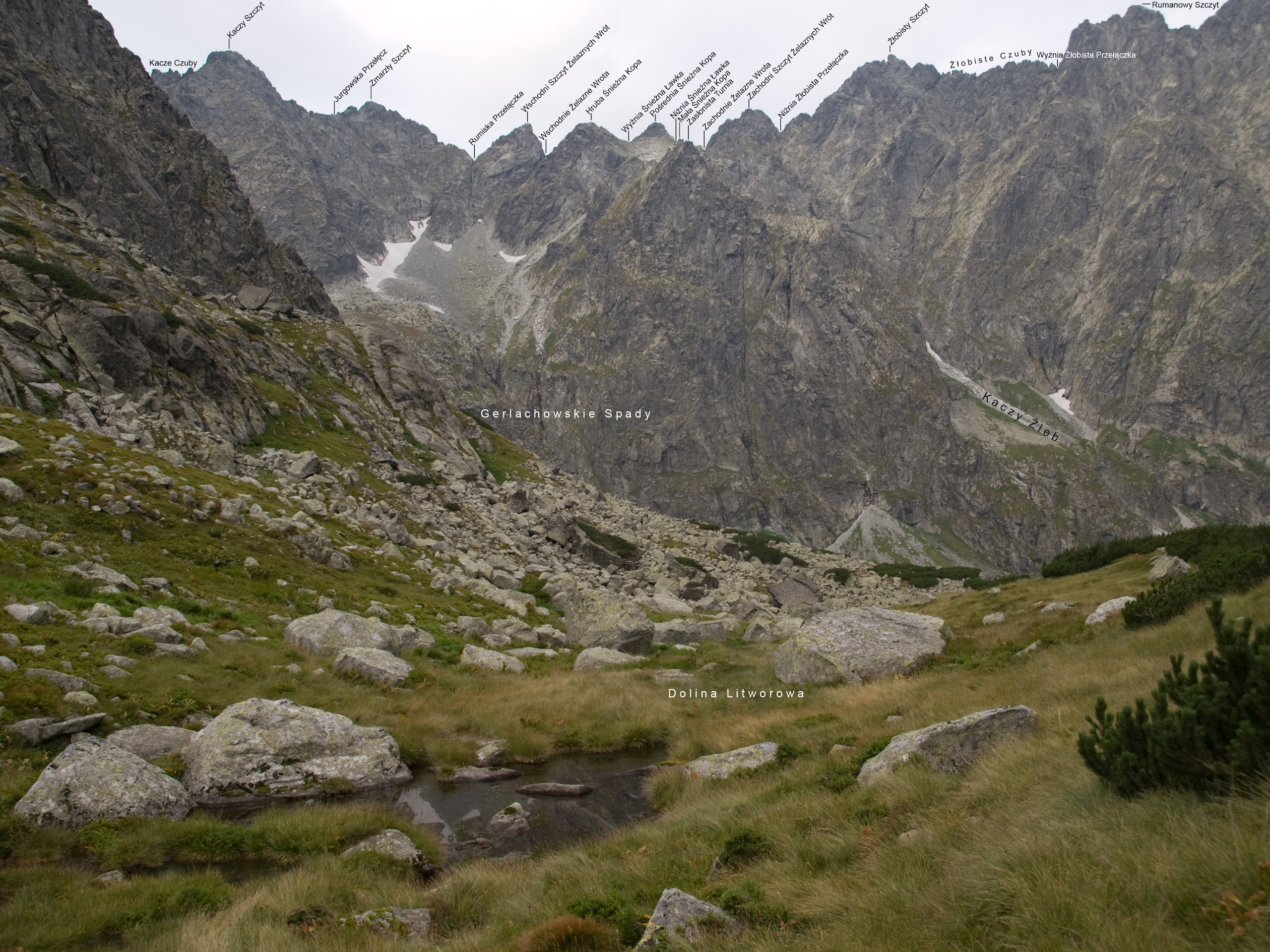
Pohled z Kačací doliny, polské popisy (Wschodni Szczyt Żelaznych Wrót).